# Мътнишка крепост
Мътнишката крепост (на гръцки: Κάστρο Μακρυνίτσας) е средновековно отбранително съоръжение, разположено край сярското село Мътница (Макриница), Северна Гърция.

## Местоположение
Развалините на крепостта са на хълма Калугерски манастир в южното подножие на планината Беласица на 1 km източно от Мътница. От тази укрепена позиция има видимост и към Бутковското езеро (Лимни Керкини) и към Дойранското езеро (Лимни Дойрани). Крепостта контролира пътя между Беласица и Круша (Крусия), който води от района на Валовища (Сидирокастро) към Дойранското езеро и оттам към Солунското поле.

## История
Крепостта остава неидентифицирана. Според „Археологико Делтио“ от 1996 година (брой 55-В2) на мястото са открити дребни бронзови предмети и керамика, а селяните са предали две бронзови монети на Юстиниан I. Според бюлетина: „Въз основа на находките крепостта се отнася към късното римско-раннохристиянско време (ранновизантийски период)“.
Това означава, че крепостта определено е била използвана през VI век и вероятно вече е съществувала от III или IV век. Подобно на много съседни крепостти, обитаването и използването на крепостта завършва с идването на славяните и варварските набези от VI и VII век.

## Описание
В западното подножие на природно укрепения хълм тече Калугерската река, а в източното подножие има друго дълбоко дере Кестеленик. Всички страни на хълма са стръмни. Удълженият връх на хълма е в посока север-юг. Северният край е най-високата точка на крепостта (505 m) и има малка шийка, който разделя хълма от склона на планината.
Видими развалини съществуват само в южния край, където се виждат основите на повредена стена. В рамките на заграждението има руини от четиристранни сгради, вероятно къщи.